# Адренархе
Адренархе — рання стадія статевого дозрівання, яка відбувається у деяких вищих приматів і людей, зазвичай досягає піку приблизно у 20 років і бере участь у розвитку лобкового волосся, тілесних запахів, жирності шкіри, пахвинного волосся, статевої вабливості/сексуального бажання/підвищеного лібідо та легких форм акне. Під час адренархе надниркові залози виділяють підвищені рівні слабких надниркових андрогенів, включаючи дегідроепіандростерон (DHEA), дегідроепіандростерон сульфат (DHEA-S) і андростендіон (A4), але без підвищення рівня кортизолу. Адренархе є результатом розвитку нової пучкової зони кіркової речовини надниркових залоз. Процес адренархе, пов'язаний із статевим дозріванням, але відмінний від дозрівання та функції гіпоталамо-гіпофізарно-гонадної осі (вісь HPG).

## Виникнення

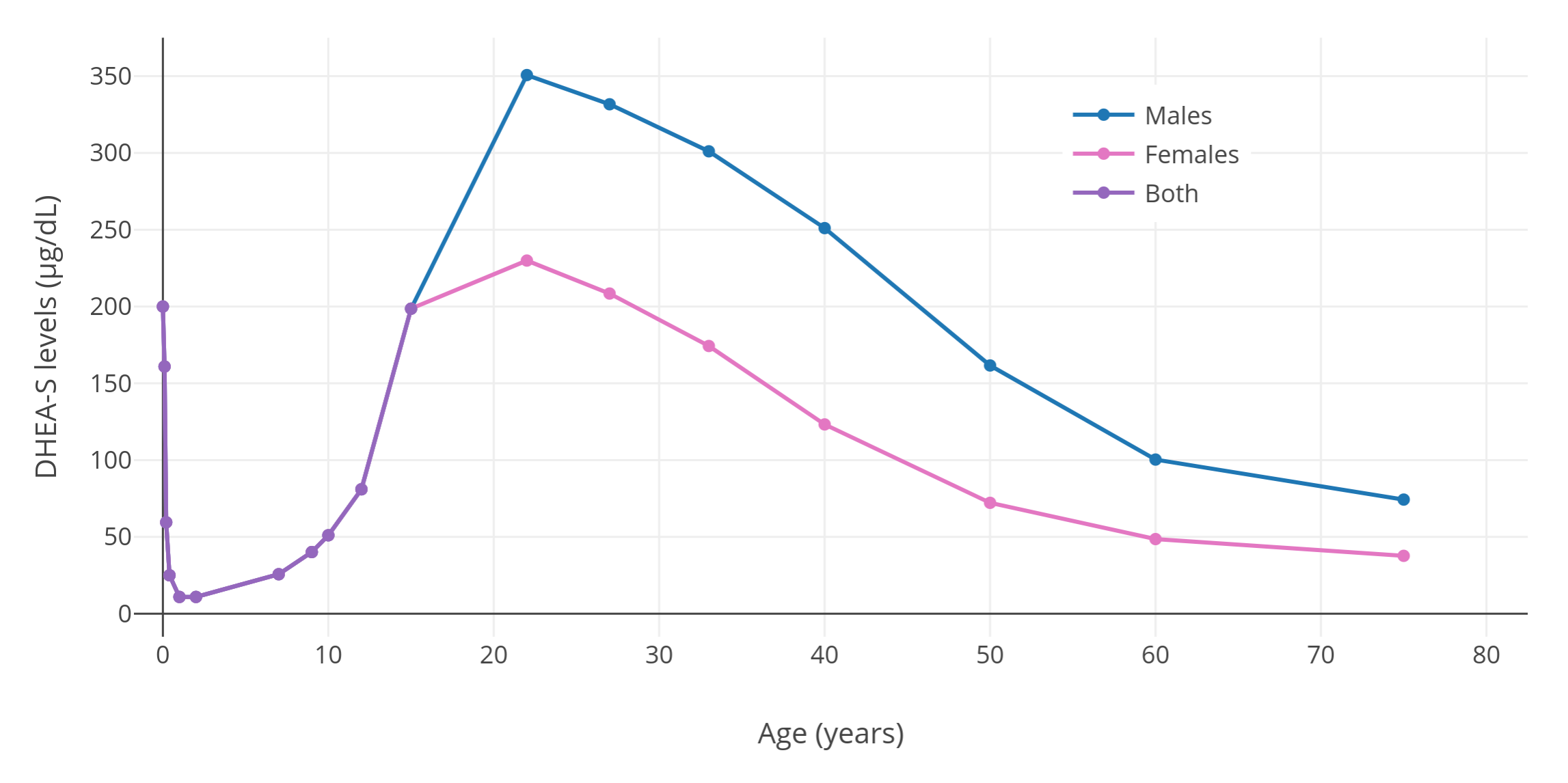
Рівні дегідроепіандростерон-сульфата, основного андрогену надниркових залоз, протягом життя у людей

Адренархе виникає, починаючи з 6 років. Після першого року життя надниркові залози виділяють дуже низькі рівні надниркових андрогенів. Адренархе починається в середньому у віці від 5 до 8 років у дівчаток і між 7 і 11 роками у хлопчиків і передує статевому дозріванню приблизно на 2 роки. На відміну від фізичних змін, які відбуваються під час статевого дозрівання, адренархе є переважно емоційною та психологічною стадією розвитку. Воно триває протягом усього періоду статевого дозрівання, при цьому рівень андрогенів у надниркових залозах поступово зростає до досягнення максимального рівня в молодому віці, приблизно у віці 20 років. Рівні циркулюючого дегідроепіандростерон-сульфата досягають піку в людей приблизно у віці 19 або 20 років у жінок і приблизно між 20 і 24 роками у чоловіків. Рівні кортикостероїдів, таких як кортизол, не змінюються з адренархе. Вважається, що біологічні посередники під час початку адренархе сигналізують про підготовку до статевого дозрівання.

## Роль у статевому дозріванні
Те, що запускає процес адренархе поки не встановлено. Дослідники безуспішно намагалися ідентифікувати новий гіпофізарний пептид, який буде названо «андрогенстимулюючим гормоном надниркових залоз». Інші припускають, що дозрівання надниркових залоз є поступовим процесом, властивим наднирковим залозам, який не має чіткого тригера. Третій напрямок дослідження полягає в пошуку можливого зв'язку з масою тіла плода чи дитини та пов'язаними сигналами, такими як інсулін і лептин. У багатьох дітей, які народилися малими для гестаційного віку (SGA) через внутрішньоутробне обмеження розвитку (IUGR), адренархе починається раніше, що підвищує ймовірність того, що на час адренархе може вплинути фізіологічне програмування в дитинстві. Адренархе також виникає передчасно у багатьох дітей із надмірною вагою, що свідчить про можливий зв'язок із сигналами маси тіла чи ожиріння.
Основними фізичними наслідками адренархе є вплив андрогенів, особливо волосся на лобку (при якому 2-а стадія Теннера стає 3-ю стадією Теннера) і зміна складу поту, що спричиняє тілесні запахи у дорослих людей. Можлива підвищена жирність шкіри і волосся, легкі прояви акне. Волосся на лобку, викликане адренархе, як правило, тимчасове і зникає безпосередньо перед початком статевого дозрівання. У більшості хлопчиків ці зміни не відрізняються від ранніх ефектів сім'яникового тестостерону, що виникають на початку статевого дозрівання. У дівчат надниркові андрогени адренархе викликають більшість ранніх андрогенних змін статевого дозрівання: лобкове волосся, тілесний запах, жирність шкіри та акне. У більшості дівчат ранні андрогенні ефекти збігаються з ранніми естрогенними ефектами статевого дозрівання (розвиток грудей і прискорення росту) або виникають через кілька місяців після них. У міру розвитку статевого дозрівання жінки яєчники та периферичні тканини стають більш значними джерелами андрогенів.
Батьки та велика кількість лікарів часто роблять (неправильний) висновок про початок статевого дозрівання за першою появою волосся на лобку (так зване пюбархе). Та незалежність адренархе й гонадного статевого дозрівання очевидна у дітей з атиповим або аномальним розвитком, коли один процес може відбуватися без іншого. Наприклад, адренархе не виникає у багатьох дівчат із Аддісоновою хворобою, у яких у міру розвитку статевого дозрівання кількість волосся на лобку буде мінімальною. Натомість, дівчата з синдромом Тернера матимуть нормальне адренархе та нормальний розвиток лобкового волосся, хоча справжнє статеве дозрівання не відбувається, оскільки їхні яєчники мають дефекти.

## Передчасне
Передчасне адренархе — найчастіша причина ранньої появи волосся на лобку (так зване «передчасне пюбархе») у дитинстві. У значної частини дітей це здається нормальним варіантом розвитку, який не потребує лікування. Однак існують три клінічні проблеми, пов'язані з передчасним адренархе.
По-перше, коли лобкове волосся з'являється у дитини в надзвичайно ранньому віці, передчасне адренархе слід відрізнити від справжнього центрального передчасного статевого дозрівання, від вродженої гіперплазії надниркових залоз і від андроген-продукуючих пухлин надниркових або статевих залоз. Педіатри-ендокринологи роблять це, демонструючи високі рівні дегідроепіандростерон-сульфата та інших надниркових андрогенів, з передпубертатними рівнями гонадотропінів і гонадних статевих стероїдів.
По-друге, є деякі докази того, що передчасне адренархе може свідчити про порушення внутрішньоутробного енергетичного середовища та росту. Як зазначалося вище, передчасне адренархе частіше виникає у дітей із затримкою внутрішньоутробного розвитку та у дітей із зайвою вагою. Деякі з цих ж досліджень продемонстрували, що деякі дівчата, які демонструють передчасне адренархе, можуть продовжувати мати надмірні рівні андрогенів у підлітковому віці. Це може призвести до гірсутизму або порушень менструального циклу через ановуляцію, що називається синдромом полікістозних яєчників.
По-третє, принаймні один звіт виявив підвищену частоту поведінкових і шкільних проблем у групі дітей із передчасним адренархе порівняно з подібною контрольною групою. На сьогодні такий зв'язок не підтверджений і не пояснений, і немає очевидних наслідків для управління.

## Інші тварини
Адренархе зустрічається лише у невеликої кількості приматів, і лише у шимпанзе та горил спостерігається модель розвитку адренархе, подібної до людини.